# José Roberto Guimarães

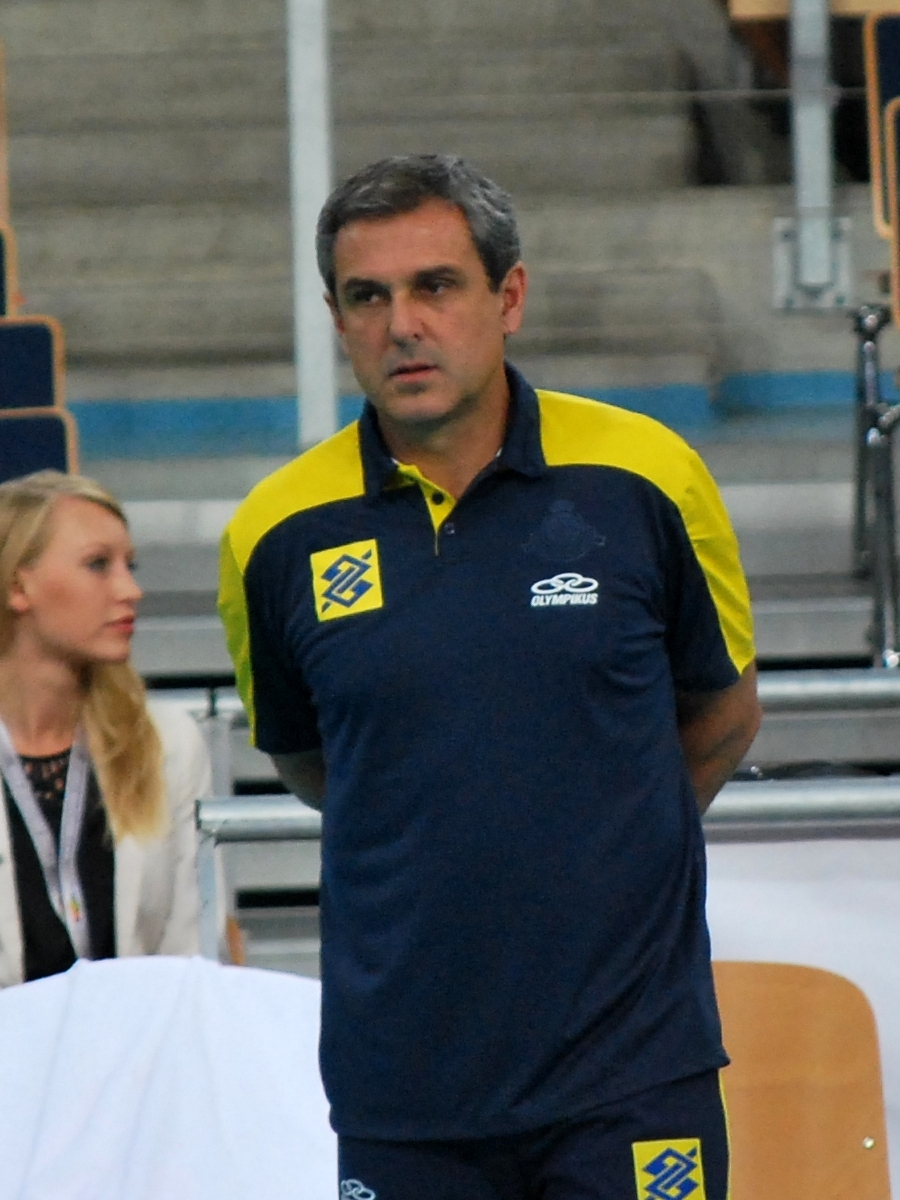
Zé Roberto trenerem reprezentacji Brazylii w 2012 roku

José Roberto Lages Guimarães, znany jako Zé Roberto (ur. 31 lipca 1954 roku w Quintana) – brazylijski siatkarz, grający na pozycji rozgrywającego, obecnie trener siatkarski, od 2003 roku jest selekcjonerem reprezentacji Brazylii siatkarek.
Karierę zawodniczą zakończył w 1988 roku w brazylijskim ASBAC. W tym samym roku rozpoczął karierę trenerską. Pierwszym klubem, który trenował, był Pão de Açúcar, w latach 1988-1992.
W latach 1992–1996 był szkoleniowcem męskiej reprezentacji Brazylii, z którą w 1992 roku w Barcelonie zdobył złoty medal igrzysk olimpijskich.
Z żeńską reprezentacją Brazylii zdobył m.in. złote medale olimpijskie w 2008 roku w Pekinie i 2012 roku w Londynie oraz wicemistrzostwo świata w 2006 roku w Japonii.
Jest dotychczas (stan na 2018 r.) jedynym trenerem, który w swej kolekcji ma aż trzy mistrzostwa olimpijskie wywalczone zarówno z męską, jak i z żeńską reprezentacją.
11 grudnia 2024 roku odebrał prestiżowe trofeum Adhemara Ferreiry da Silvy, które są przyznawane sportowcom za wybitne osiągnięcia sportowe i pozasportowe.

## Jako siatkarz

### Sukcesy klubowe
Klubowe Mistrzostwa Ameryki Południowej:
- 1984
- 1982

Mistrzostwo Brazylii:
- 1982, 1984
- 1983

### Sukcesy reprezentacyjne
Mistrzostwa Ameryki Południowej:
- 1973, 1975

## Jako trener

### Sukcesy klubowe

#### mężczyźni
Mistrzostwo Brazylii:
- 1997

#### kobiety
Klubowe Mistrzostwa Ameryki Południowej:
- 1992
- 1991

Mistrzostwo Brazylii:
- 1992, 2003, 2004, 2005
- 1991, 2002
- 2013

Klubowe Mistrzostwa Świata:
- 2010
- 1991

Superpuchar Włoch:
- 2006, 2008

Puchar CEV:
- 2008

Mistrzostwo Włoch:
- 2008, 2009

Puchar Włoch:
- 2009

Superpuchar Turcji:
- 2010

Klubowe Mistrzostwa Świata:
- 2010

Liga Mistrzyń:
- 2012
- 2011

Mistrzostwo Turcji:
- 2011
- 2012

### reprezentacyjne
| Reprezentacja        | Osiągnięcie                     | Trofeum               | Rok                                                                        |
| Brazylia – mężczyźni | Liga Światowa                   | złoto · srebro · brąz | 1993 1995 1990, 1994                                                       |
| Brazylia – mężczyźni | Igrzyska Panamerykańskie        | srebro                | 1991                                                                       |
| Brazylia – mężczyźni | Igrzyska Olimpijskie            | złoto                 | 1992                                                                       |
| Brazylia – mężczyźni | Mistrzostwa Ameryki Południowej | złoto                 | 1993, 1995                                                                 |
| Brazylia – mężczyźni | Puchar Wielkich Mistrzów        | srebro                | 1993                                                                       |
| Brazylia – mężczyźni | Puchar Świata                   | brąz                  | 1995                                                                       |
| Brazylia – kobiety   | Mistrzostwa Świata Juniorek     | srebro                | 1991                                                                       |
| Brazylia – kobiety   | Volley Masters Montreux         | złoto · brąz          | 2005, 2006, 2009, 2013, 2017 2003                                          |
| Brazylia – kobiety   | Mistrzostwa Ameryki Południowej | złoto                 | 2003, 2005, 2007, 2009, 2011, 2013, 2015, 2017, 2019, 2021                 |
| Brazylia – kobiety   | Puchar Świata                   | srebro                | 2003, 2007                                                                 |
| Brazylia – kobiety   | World Grand Prix                | złoto · srebro · brąz | 2004, 2005, 2006, 2008, 2009, 2013, 2014, 2016, 2017 2010, 2011, 2012 2015 |
| Brazylia – kobiety   | Puchar Wielkich Mistrzyń        | złoto · srebro        | 2005, 2013 2009, 2017                                                      |
| Brazylia – kobiety   | Puchar Panamerykański           | złoto · brąz          | 2006, 2009, 2011                                                           |
| Brazylia – kobiety   | Mistrzostwa Świata              | srebro · brąz         | 2006, 2010, 2022 2014                                                      |
| Brazylia – kobiety   | Igrzyska Panamerykańskie        | złoto · srebro        | 2011 2007, 2015                                                            |
| Brazylia – kobiety   | Igrzyska Olimpijskie            | złoto · srebro · brąz | 2008, 2012 2020 2024                                                       |
| Brazylia – kobiety   | Liga Narodów                    | srebro                | 2019, 2021, 2022, 2025                                                     |